# جوردان طومسون (تنس)
جوردان طومسون (بالإنجليزية: Jordan Thompson)‏ مواليد 20 أبريل 1994 في سيدني، هو لاعب كرة مضرب أسترالي بدأ مسيرته كمحترف سنة 2013 يلعب باليد اليمنى ويحتل حالياً المرتبة رقم. 123 (29 فبراير 2016) في تصنيف رابطة محترفي كرة المضرب. أعلى تصنيف له في الفردي كان المركز الـ 123 في سنة 2016. أعلى تصنيف له في الزوجي كان المركز الـ 194 في سنة 2016.

## روابط خارجية
- جوردان طومسون على موقع رابطة محترفي التنس (الإنجليزية)
- جوردان طومسون على موقع الاتحاد الدولي لكرة المضرب (الإنجليزية)
- جوردان طومسون على موقع كأس ديفيز (الإنجليزية)
- جوردان طومسون على موقع اتحاد التنس الأسترالي (الإنجليزية)
- جوردان طومسون على موقع خلاصة التنس.كوم (الإنجليزية)
- جوردان طومسون على موقع إي إس بي إن.كوم (الإنجليزية)
- جوردان طومسون على موقع أوليمبيديا (الإنجليزية)
- جوردان طومسون على موقع اللجنة الأولمبية الأسترالية (الإنجليزية)